# Gulfstream G550

Gulfstream G500

Gulfstream G550 — реактивный двухмоторный самолёт бизнес-класса, выпускающийся корпорацией Gulfstream Aerospace, расположенной в городе Саванна, штат Джорджия, США. На январь 2016 года в эксплуатации по всему миру находилось 450 самолётов. Существует версия G500 с уменьшенными топливными баками (не путать с G500/G600, которые находятся в разработке).

## Разработка

### Gulfstream G550
Gulfstream G550 получил сертификат лётной годности 14 августа 2003 года. Дальность полета лайнера составляет 12500 км, которая достигается за счёт достаточного количества топлива и хорошей аэродинамики фюзеляжа. Самолёт оснащён системой улучшенного видения, что позволит совершать взлёт и посадку в условиях низкой видимости. Основным конкурентом является самолет Bombardier Global Express.
С момента эксплуатации самолет совершил несколько беспосадочных полетов с установлением рекордных результатов. Одним из первых был совершен перелёт из Сеула (Южная Корея) в город Орландо (штат Флорида) общей протяженностью 13521 км, преодолев расстояние за 14,5 часа, в дальнейшем на самолёте было установлено более 40 рекордов. Подобные полёты самолёт способен осуществлять благодаря турбовентиляторным двигателям Rolls-Royce BR710, обеспечивающим скорость 0,8 Маха, с возможностью достижения максимальной скорости 0,87 Маха.
Для удобства пассажиров создан пассажирский салон, имеющий четыре зоны, оборудованные системами подачи и регулирования температуры. При заказе лайнера предлагается 12 вариантов различной компоновки и отделки интерьера салона с конфигурацией до 19 посадочных мест. На борту самолета для поддержания связи установлена аппаратура, включающая связь, факс, интернет.
17 мая 2015 Gulfstream Aerospace передала заказчику 500 самолёт G550. Стоимость самолёта на 2010 год составляла 50 миллионов долларов.

### Gulfstream G500
Gulfstream G500 имеет уменьшенные топливные баки. Самолёт был представлен в 2004 году как версия G550 с уменьшенной дальностью полёта 5800 морских миль (10700 км). Также самолёт не имеет в базовой комплектации системы улучшенного видения. G500 создавался для развивающихся рынков как самолёт с надёжностью G550, но меньшей дальностью полёта.

## Технические характеристики
| Параметр                                        | G500                                                  | G550                                                  |
| ----------------------------------------------- | ----------------------------------------------------- | ----------------------------------------------------- |
| Пассажировместимость                            | 19, обычно 14-18 пассажиров (в зависимости от салона) | 19, обычно 14-18 пассажиров (в зависимости от салона) |
| Грузоподъёмность                                | 2 948 кг                                              | 2 812 кг                                              |
| Грузоподъёмность при максимальной массе топлива | 1 043 кг                                              | 816 кг                                                |
| Длина                                           | 29,37 м                                               | 29,39 м                                               |
| Размах крыла                                    | 28,5 м                                                | 28,5 м                                                |
| Высота                                          | 7,87 м                                                | 7,87 м                                                |
| Максимальная взлётная масса                     | 38 601 кг                                             | 41 277 кг                                             |
| Максимальная посадочная масса                   | 34 156 кг                                             | 34 156 кг                                             |
| Максимальная масса топлива                      | 15 966 кг                                             | 18 733 кг                                             |
| Силовая установка                               | 2 × Rolls-Royce BR710 C4-11                           | 2 × Rolls-Royce BR710 C4-11                           |
| Тяга                                            | 2 × 68,4 кН                                           | 2 × 68,4 кН                                           |
| Длина салона                                    | 13,39 м (без багажного отделения)                     | 13,39 м (без багажного отделения)                     |
| Ширина салона                                   | 2,24 м                                                | 2,24 м                                                |
| Высота салона                                   | 1,88 м                                                | 1,88 м                                                |
| Объем салона                                    | 47,26 м³                                              | 47,26 м³                                              |
| Максимально допустимая скорость                 | 0,885М                                                | 0,885М                                                |
| Максимальная скорость                           | 926 км/ч                                              | 926 км/ч                                              |
| Крейсерская скорость                            | 850 км/ч                                              | 850 км/ч                                              |
| Практическая дальность                          | 10 742 км (с 4 пассажирами и 3 членами экипажа)       | 12 501 км (с 8 пассажирами и 4 членами экипажа)       |
| Практический потолок                            | 15 545 м                                              | 15 545 м                                              |
| Длина разбега                                   | 1 570 м                                               | 1 801 м                                               |
| Длина пробега                                   | 840 м                                                 | 844 м                                                 |